# 川上ミネ
川上 ミネ（かわかみ ミネ、Mine Kawakami, 本名同じ、1969年9月7日 - ）は、日本のピアニスト
、作曲家、編曲家。父親は愛知県立芸術大学学長（1995 - 2001）、愛知県陶磁資料館（現在の愛知県陶磁美術館）館長、長久手市文化の家館長を務めた川上實（まこと）。

## 概要
愛知県長久手市出身。愛知県立明和高等学校音楽科卒業、ミュンヘン国立音楽大学ピアノ科卒業を経てマドリード音楽院大学院ピアノ科修了。京都とサンティアゴ・デ・コンポステラ（スペイン）を拠点に作曲及び演奏活動を行っている。

## ディスコグラフィ
- 「Mine Kawakami In Latin America」（2004年）
- 「IN THE FOREST」（2006年）
- 「EL PIANO DURMIENTE」 （眠りのピアノ 2枚組）「午後の眠りLUNA」＆「朝の眠りSOL」（2009年）
- 「馨-かおり‐」（2010年）
- 「O MEU CAMIÑO（オ・メウ・カミーニョ）」（2010年）
- 「ソナタ 侍（SONATA SAMURAI）」（2013年）
- 「侍1613」（2015年）
- 「ノスタルジア　ー清水ー」（2017年）　スペースシャワーネットワーク
- 「ピアノが奏でる72候」（2017年）日本コロムビア
- 「やまと尼寺精進日記　オリジナルサウンドトラック」(2019年）
- 「PILGRIM (巡礼）」（2019年）
- 「SKY BLUE」（2019年）　スカイマークのボーディングミュージック
- 「Christmas of Mine」（2019年）